# متحف الحياة البرلمانية
متحف الحياة البرلمانية، هو أحد المتاحف الأردنية التابعة لوزارة الثقافة الأردنية، ويعد من النماذج الأولى للمتاحف البرلمانية حول العالم.
يهدف المتحف إلى تسليط الضوء على تاريخ العمل النيابي والبرلماني على مدى العقود السابقة في تأسيس وبناء الأردن وابراز الدور الذي قام ويقوم به رجالات الأردن منذ تأسيس الدولة الأردنية وحتى وقتنا الحاضر. كما ويهدف المتحف إلى تعريف رواده من طلبة وأساتذه وجمهور محلي وعربي ودولي على انجازات الأردن في العقود السابقة، إضافةً إلى دور المتحف تدوين وحفظ ذاكرة الوطن بمكانه وزمانه منذ تأسيس الدولة الأردنية.

## موقع المبنى وأجنحته
يقع متحف الحياة البرلمانية (مبنى البرلمان القديم) في منطقة جبل عمّان، قرب الدوار الأول، عند زاوية التقاء شارع الكلية العلمية الإسلامية مع شارع خليل مطران، وهو مبنى مكون من ثلاث أجزاء: (الوسط ويضم قاعة البرلمان، والجناح الأيمن الذي يتكون من قاعات العرض التي تروي قصة الحياة البرلمانية، والجناح الأيسر ويضم مكتبي رئيسي مجلسي الأعيان والنواب وقاعة التشريفات).

## المبنى
أفتتح متحف الحياة البرلمانية في الثاني من نيسان لعام 2016 (2-4-2016)، بعد أن تم إعادة إحياء مبنى مجلس الأمة القديــم (1942-1978) كمتحف للحياة البرلمانية، جاءت فكرة إعادة إحياء مبنى البرلمان القديم وترميمه وصيانته وفق معايير العمل المتحفي نظراً لما يتمتع به مبنى البرلمان القديم بمقومات تاريخية تعد جزء لا يتجزأ من تاريخ الأردن السياسي والاجتماعي الذي يروي قصة الأردن ابتداء من أول تمثيل أردني في مجلس المبعوثان العثماني عام 1908 مروراً بالثورة العربية الكبرى عام 1916 وتأسيس إمارة شرق الأردن عام 1921 وإعلان استقلال المملكة عام 1946 وتتويج الملك طلال بن عبد الله 1951 والملك الحسين بن طلال 1952 ملكين على البلاد وصلاً إلى وقتنا الحاضر، ليقدم مبنى البرلمان القديم لإفراد المجتمع الأردني نموذجًا تعريفيًا عن التاريخ الأردن الغني بتفاصيله وذاكرته الجماعية، وبمشاركة الأردنيين كافة.